# EUNOMIA-Studie
Die EUNOMIA-Studie, kurz für European Evaluation of Coercion in Psychiatry and Harmonisation of Best Clinical Practise, ist eine in zehn europäischen Ländern im Zeitrahmen 1. Dezember 2002 bis 30. Juni 2006 durchgeführte Studie zur Evaluierung psychiatrischer Zwangsmaßnahmen.
Die Zwischenergebnisse zeigen, dass Patienten, die in der Psychiatrie gegen ihren Willen behandelt werden, eine deutlich schlechtere Besserungsprognose haben, als Patienten, die mit ihrem Willen behandelt werden. Die Studie kommt ferner auch zu dem Ergebnis, dass eine mittels Androhung eines rechtlichen Beschlusses erzwungene Behandlung nicht wesentlich besser verläuft als die Zwangsbehandlung von Patienten mit offiziellem Zwangseinweisungsbeschluss.

## Weblink
- Homepage des Projekts (archive.org, 2011)